# Política da China
A República Popular da China, que compreende a China continental, a ilha de Hainan e algumas ilhas do Mar da China Meridional, é uma república socialista dirigida por um único partido, o Partido Comunista da China.
Cada agência administrativa ou escritório local está sob a autoridade igualitária do líder local e do líder correspondente no próximo nível superior da hierarquia, como escritórios, departamentos ou ministérios. Os Congressos do Povo a nível local são eleitos diretamente e têm a responsabilidade de supervisionar o governo local, além de eleger os membros para os Congressos do Povo a nível provincial (ou Municipal, no caso de municípios independentes). O Congresso Popular Provincial, por sua vez, elege membros para o Congresso Nacional do Povo, que se reúne todos os anos em março em Pequim. O Comitê do Partido Comunista desempenha um papel relevante na seleção de candidatos em todos os níveis.[carece de fontes?]
O sistema político chinês é autoritário e as eleições na China ocorrem sob um sistema político autoritário de partido único. A natureza competitiva das eleições é altamente limitada pelo monopólio de poder do Partido Comunista da China na China, limitações à liberdade de expressão e interferência do governo nas eleições.
O Presidente da China é o chefe de Estado, servindo como figura cerimonial sob o Congresso Nacional do Povo. O Primeiro-Ministro da China é o chefe de governo, presidindo o Conselho de Estado, que é composto por quatro vice-primeiro-ministros e pelos chefes de ministérios e comissões. Como um Estado unipartidário, o Secretário Geral do Partido Comunista da China detém o poder e a autoridade final sobre o Estado e sobre o Governo. Desde 1993, os gabinetes da presidência, da secretaria-geral e da Comissão Militar Central foram conferidos simultaneamente à mesma pessoa, concedendo um poder individual de jure e de facto sobre o país.
A Conferência Consultiva Política do Povo Chinês ou CCPPC, é o principal organismo consultivo político, sendo formada por membros e não-membros do Partido Comunista da China (PCC), os quais debatem os princípios do comunismo chinês e, ocasionalmente, criam novos organismos governamentais. Seus membros são selecionados pelo PCC. Normalmente, a CCPPC convoca reuniões anuais que coincidem com as reuniões plenárias do Congresso Nacional Popular.

## Poder legislativo

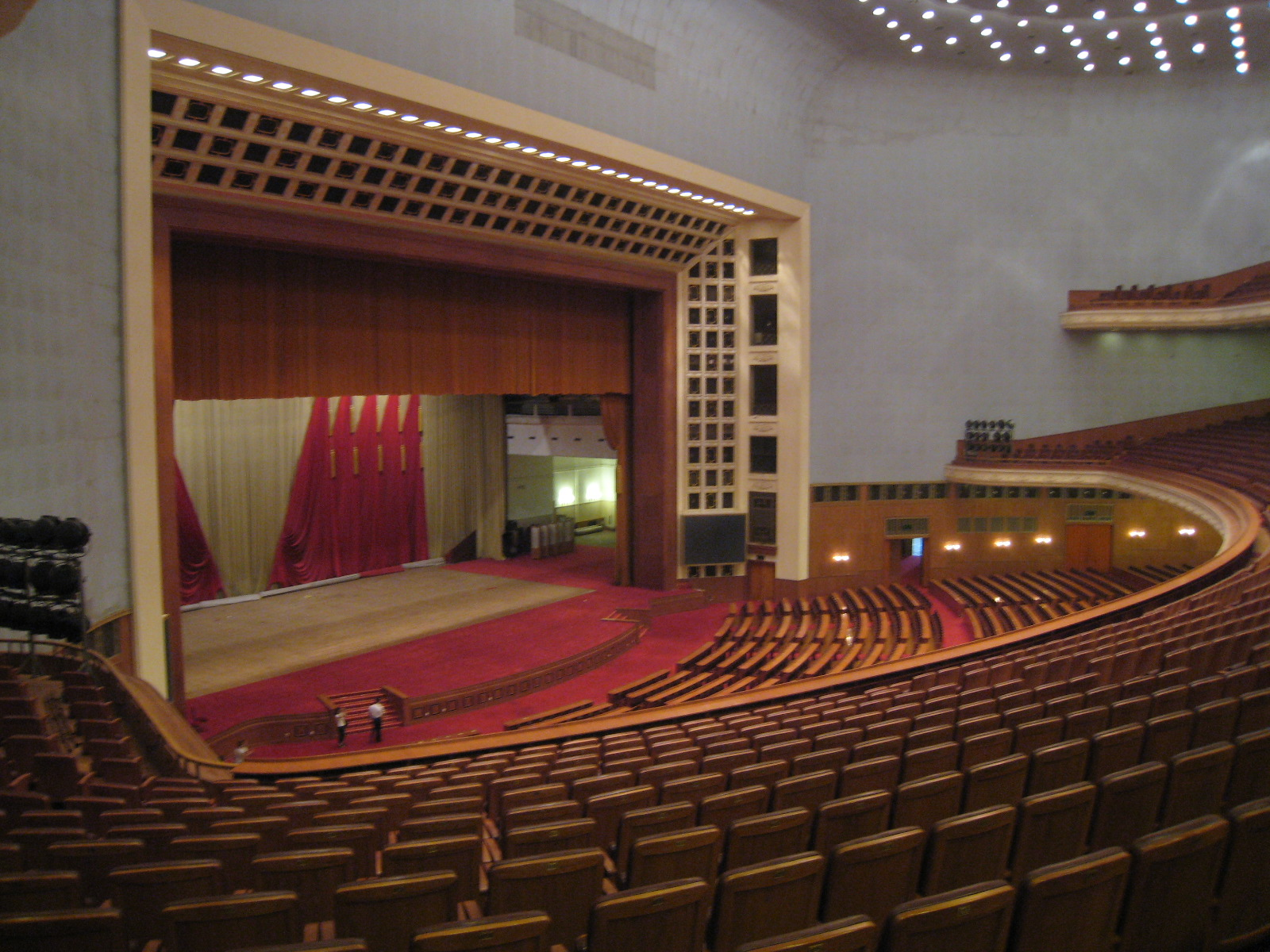
Plenário do Congresso Nacional Popular.

O Congresso Nacional Popular é a assembleia do país, é no formato unicameral e conta atualmente com 2987 delegados, é a maior assembleia do mundo. É toda ocupada pelo Partido Comunista da China, o partido tem uma subdivisão chamada Primeira Frente Unida informalmente considerada como oposição.
Os mandatos são de 5 anos, os delegados são eleitos pelas assembleias provinciais, os membros das assembleias são eleitos diretamente pelo povo.[carece de fontes?] Existe uma limitação entre 20 e 50% de candidatos por cadeira.
Existe também delegados representantes de Macau, Hong Kong e Taiwan, depois da reunificação os dois primeiros tem delegados oficiais das localidades, já Taiwan, devido ao não reconhecimento da República Popular da China, tem como delegado algum cidadão nascido em Taiwan que more na China, ele também só pode ser votado por pessoas naturais de Taiwan que moram na República Popular da China.[carece de fontes?]

## Relações exteriores

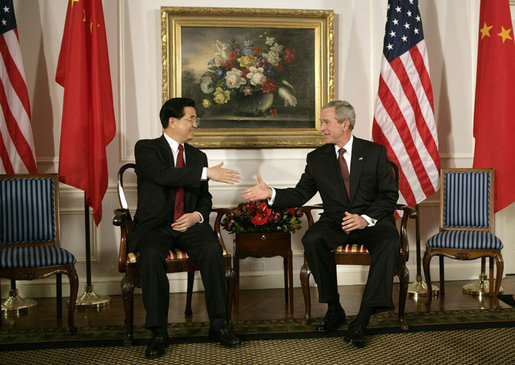
Hu Jintao com o ex-presidente dos Estados Unidos, George W. Bush.

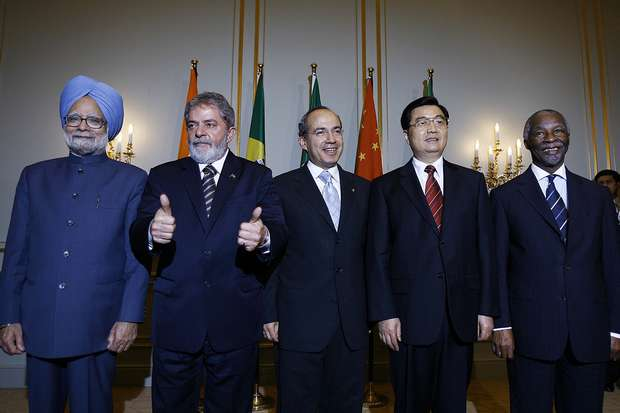
Líderes do BRIC'S em 2007.

Desde sua fundação em 1949, a China mantém relações diplomáticas com a maioria dos países do mundo. A Suécia foi o primeiro país a estabelecer relações diplomáticas com a República Popular da China em 9 de maio de 1950.  Em 1971, a República Popular da China substituiu a República da China (Taiwan) como representante da China nas Nações Unidas e como um dos cinco membros permanentes do Conselho de Segurança daquela organização.
Conforme a política de uma China, a República Popular da China exige, como precondição para estabelecer relações diplomáticas, que o outro país reconheça a sua reivindicação sobre a posse do território de Taiwan e rompa todos os vínculos com o governo da República da China de Taiwan.[carece de fontes?]
A China tem buscado criar áreas de livre comércio e pactos de segurança entre os seus vizinhos da Ásia-Pacífico, em alguns casos com a exclusão dos Estados Unidos (como na Cúpula do Leste Asiático). Também é membro fundador da Organização para Cooperação de Xangai (OCX), juntamente com a Rússia e as repúblicas da Ásia Central.
Boa parte da política externa da República Popular da China baseia-se no conceito da ascensão pacífica da China, embora ocorram por vezes incidentes com outros países, como os EUA (bombardeio da Embaixada da China em Belgrado em 1999 e acidente com avião-espião em 2001) e o Japão (recusa deste último em reconhecer satisfatoriamente, do ponto de vista chinês, as atrocidades durante a guerra). As relações com países ocidentais sofreram em consequência da repressão aos protestos na Praça da Paz Celestial, em 1989.[carece de fontes?]
A China mantém algumas questões de fronteira com países vizinhos que já levaram a guerras nos últimos 50 anos, inclusive a guerra sino-indiana de 1962, o conflito fronteiriço sino-soviético de 1969 e a guerra sino-vietnamita de 1979. Em 2001, a China e a Rússia assinaram o Tratado de Boa Vizinhança e Cooperação Amistosa que permitiu a transferência, em 2004, da ilha de Yinlong e metade da ilha de Heixiazi para a China, de modo a encerrar uma longa controvérsia sino-russa de fronteira. Há outras questões fronteiriças, como a das ilhas nos mares da China Oriental e Meridional, e fronteiras indefinidas ou contestadas com a Índia, o Tajiquistão e a Coreia do Norte.
Enquanto acompanha uma rápida ascensão econômica e militar, a República Popular da China procura manter uma política de diplomacia com seus vizinhos.  A China é membro da OMC, FMI, APEC, AIEA, UNESCO, OMS, ISO e outros organismos internacionais.

## Forças armadas
Com mais de 2,3 milhões de soldados ativos, o Exército de Libertação Popular (ELP), em inglês People's Liberation Army (PLA), é a maior força militar do mundo, em termo de número de tropas e possui o segundo maior orçamento de defesa do mundo. O ELP consiste de um exército, marinha, força aérea e uma força nuclear estratégica. O governo anunciou que o orçamento do ELP para 2009 foi de US$ 70 bilhões. No entanto, os Estados Unidos afirmam que a China não informa sua despesa militar real. A Central Intelligence Agency estima que o real orçamento militar chinês para 2008 tenha sido entre de US$ 105 e US$ 150 bilhões.
República Popular da China, com a posse de armas nucleares, é considerada uma grande potência militar regional e uma superpotência militar emergente. A China é o único membro do Conselho de Segurança da ONU com uma capacidade de projeção de poder relativamente limitada.
Muito progresso foi feito na última década e a RPC continua a fazer esforços para concluir a modernização de suas forças armadas. O país comprou caças de última geração da Rússia, como o Sukhoi Su-30, e também produziu os seus próprios caças modernos, especificamente os chineses Chengdu J-10, Shenyang J-11 e Chengdu J-20. Também adquiriu e aprimorou o míssil russo S-300, que é considerado um dos melhores sistemas de interceptação de aeronaves do mundo.
Em anos recentes, a China divulgou um protótipo de caça stealth, como Chengdu J-20 previsto para entrar em serviço em 2017-2019. Em anos recentes, a China concentrou-se na construção de navios de longo alcance, introduzindo seu primeiro porta-aviões.
Há pouca informação disponível sobre as motivações que apoiam a modernização militar da China. Um relatório de 2007 do Secretário de Defesa dos Estados Unidos tomou nota que "as ações da China em determinadas áreas aparecem cada vez mais incompatíveis com as suas políticas declaratórias" de ascensão pacífica. Por sua vez, a China afirma que mantém um exército puramente para fins defensivos.
Algumas "usinas de ideias" como o Conselho Europa-Ásia alegaram que as atuais tensões entre os Estados Unidos e a China sobre a decisão abrupta de Washington, D.C. de vender armas à Taiwan podem desencadear uma nova corrida armamentista na Ásia alimentada basicamente por motivos ideológicos nacionais, uma situação que lembra em muitos aspectos a era McCarthy, quando os Estados Unidos foram abertamente favoráveis ao lobby de Chiang Kai-shek.

## Direitos humanos
Enquanto os controles econômicos e sociais têm sido muito enfraquecidos na China desde a década de 1970, a liberdade política é ainda bastante restrita. A Constituição da República Popular da China afirma que os "direitos fundamentais" dos cidadãos incluem a liberdade de expressão, liberdade de imprensa, o direito a um julgamento justo, à liberdade de religião, o sufrágio universal e direitos de propriedade. No entanto, estas disposições não conferem proteção significativa, na prática, contra procedimentos penais do Estado.
Com a reforma econômica chinesa, dezenas de milhões de trabalhadores rurais chineses que se mudaram para as grandes cidades foram tratados como cidadãos de segunda classe por um sistema obsoleto de registro domésticos, chamado "hukou", que controla os benefícios do Estado. O sistema de direitos de propriedade é fraco e ocorrem desapropriações abusivas de terras contra os camponeses. Em 2003/2004, um agricultor médio tinha de pagar três vezes mais impostos, embora o seu rendimento tenha sido de apenas um sexto do de um morador urbano médio. Desde então, uma série de impostos rurais têm sido reduzidos ou suprimidos, e outros serviços sociais prestados às populações rurais.
A censura do discurso político e da informação, inclusive na internet, é aberta e usada rotineiramente para silenciar as críticas ao governo e ao Partido Comunista Chinês. Em 2010, a organização Repórteres sem Fronteiras classificou a República Popular da China na posição 171º (entre 178 estados) em seu relatório anual "Índice de Liberdade de Imprensa". O governo reprime as manifestações de organizações e crenças que considera uma potencial ameaça para o controle da "estabilidade social", como foi o caso com o protesto na Praça da Paz Celestial em 1989. O Partido Comunista tem tido pouco sucesso em controlar a informação: um poderoso sistema de controle de mídia enfrenta o avanço muito forte do mercado, uma cidadania cada vez mais educada, e mudanças culturais que estão tornando a China mais aberta, especialmente sobre questões ambientais.
Uma série de governos estrangeiros e ONGs rotineiramente criticam a República Popular da China, alegando violações generalizadas dos direitos civis, incluindo a utilização sistemática de detenção prolongada sem julgamento de ativistas políticos, confissões forçadas, tortura, maus-tratos de prisioneiros, restrições à liberdade de expressão, de reunião, associação, de religião e aos direitos trabalhistas. A China executa mais pessoas do que qualquer outro país, respondendo por 72% do total mundial de execuções em 2009, embora não seja o maior carrasco per capita.[carece de fontes?]
O governo da China responde afirmando que a noção de direitos humanos deve levar em conta o atual nível de desenvolvimento econômico e situação geopolítica e se concentrar mais sobre os direitos do povo à subsistência e desenvolvimento. O aumento de alfabetização, expectativa de vida e padrão de vida dos chineses médios nas últimas três décadas, é visto pelo governo como um progresso tangível em matéria de direitos humanos. Os esforços na última década para combater desastres naturais, como as constantes enchentes do rio Yangtzé e acidentes de trabalho também são retratados pelo governo como um progresso em matéria de direitos humanos para um país em desenvolvimento.

## Controvérsias políticas
Há sinais de abertura política, com eleições competitivas nos níveis de vila e cidade, mas o partido mantém o controle efetivo sobre as nomeações governamentais.[carece de fontes?]
Embora a constituição contenha direitos e garantias individuais, a República Popular da China é considerada um dos países menos livres em termos de liberdade de imprensa, e é comum a censura à manifestação de opiniões e de informações referente ao governo. A China é frequentemente alvo de críticas de ONGs e outros governos devido a violações graves de direitos humanos, como no caso de prisões sem julgamento de ativistas políticos, confissões forçadas, tortura, maus-tratos a prisioneiros e outros.[carece de fontes?]
Com uma população de mais de 1,3 bilhão de pessoas, a China mantém uma política rígida de planejamento familiar, centrada no conceito de "uma criança por família". O objetivo do governo é estabilizar o crescimento populacional no início do século XXI. Há algumas denúncias de abortos e esterilização forçados por parte de alguns funcionários locais, obrigados a impedir o crescimento da população. Há um desequilíbrio de sexos na população chinesa devido a uma tradicional preferência chinesa por meninos, o que levou o governo a proibir o uso de ultrassonografia na gravidez para fins de seleção do sexo da criança.